# Chi Cancri
Désignations
Chi Cancri (χ Cancri / χ Cnc) est une possible étoile binaire de la constellation zodiacale du Cancer. Elle est visible à l’œil nu avec une magnitude apparente de 5,14.
D'après la mesure de sa parallaxe annuelle par le satellite Gaia, le système est distant de ∼ 59,4 a.l. (∼ 18,2 pc) de la Terre. Il s'éloigne actuellement du Système solaire à une vitesse radiale héliocentrique de +33 km/s. Il est estimé s'être approché au plus près il y a quelque 274 000 ans où il n'était alors distant que d'environ 12,87 pc (∼42 al).
Chi Cancri est une possible binaire astrométrique, qui est révélée par la présence d'anomalies dans la mesure son mouvement propre au cours du temps. Sa composante visible est une étoile jaune-blanc de la séquence principale de type spectral F6V, qui génère son énergie par la fusion de l'hydrogène dans son noyau. L'étoile est âgée de 5,8 milliards d'années et elle tourne sur elle-même à une vitesse de rotation projetée de 4,2 km/s. Elle fait à peu près la même masse que celle du Soleil mais son rayon est 1,4 fois plus grand que le rayon solaire. L'étoile est 2,4 fois plus lumineuse que le Soleil et sa température de surface est de 6 130 K.
Chi Cancri montre une excès d'émission dans l'infrarouge à une longueur d'onde de 18 μm, ce qui suggère la présence d'un disque de débris en orbite autour de l'étoile.